# Publio Alfeno Varo
Publio Alfeno Varo  fue un senador romano de época de Augusto, que desarrolló su carrera política entre los siglos I a. C. y I d. C..

## Origen y familia
Era natural de la Colonia Cremona (Italia) e hijo del jurista Publio Alfeno Varo, consul ordinarius en 39 a. C.. 

## Carrera política
Su único cargo conocido es el de consul ordinarius en 2; también se encuentra atestiguada en la capital imperial su familia de libertos.